# Бартлетт, Уильям Генри
Уильям Генри Бартлетт (англ. William Henry Bartlett; 26 марта 1809[…], Лондон — 13 сентября 1854[…] или 13 ноября 1854, Мальта) — английский гравёр.

## Биография
Бартлетт родился в Кентиш Таун, Лондон, в 1809 году. Он был учеником у Джона Бриттона (1771—1857), и стал одним из первых иллюстраторов-топографов своего поколения.
Бартлетт путешествовал по всей Англии. В середине и в конце 1840-х годов он много путешествовал по Балканам и Ближнему Востоку, а также совершил 4 поездки по США между 1835 и 1852 годах. В 1835 году Бартлетт впервые посетил Соединенные Штаты, чтобы зарисовать здания, города и ландшафты северо-восточных штатов. Гравюры в мелких деталях воспроизвели американский пейзаж: земли, озера, реки.
Бартлетт опубликовал иллюстрации Трансатлантической природы с текстом Натаниэль Паркер Уиллис. Сборник Американских пейзажей был опубликован в Лондоне в 30 ежемесячных выпусках с 1837 по 1839 год. Объемные издания его работ были опубликованы с 1840 года и далее. Его впечатления от Канады были собраны в «Канадский сборник» в 1842 году.
Бартлетт сделал много натуралистических рисунков сепией в точный размер под гравировку. Его видовые гравюры широко копируются художниками того времени, но подписанных им картин маслом нет.
Гравюры на основе рисунков и гравюр Бартлетта позднее были использованы в посмертном издании истории Соединенных Штатов Северной Америки, его работу продолжил B.B. Вудворд и опубликовал её в 1856 году.
Бартлетт Уильям Генри умер от лихорадки на борту французского судна у берегов Мальты по возвращении из последней поездки на Ближний Восток, в 1854 году.
Для Бартлетта главной задачей было передать впечатления от живой природы, от достопримечательностей разных стран и народов, как он писал в предисловии к одной из книг (Лондон, 1849).